# آبشار بان گیوک دیتیان
آبشار بان گیوک دیتیان نامی است برای دو آبشار در رودخانه کوای سون که در مرز بین‌المللی چین و ویتنام قرار دارند. به‌طور خاص بین تپه‌های کارست شهرستان داکسین، گوانگشی و منطقه ترانگ خان، استان کائو بانگ واقع شده‌است. آبشارها در ۲۷۲ کیلومتر (۱۶۹ مایل) شمال هانوی قرار دارند.

### زمین‌شناسی
این آبشارها در منطقه ای از سازندهای کارستی بالغ واقع شده‌اند که در آن لایه‌های سنگ آهکی اولیه در حال فرسایش هستند.